# Kleine Storchstraße

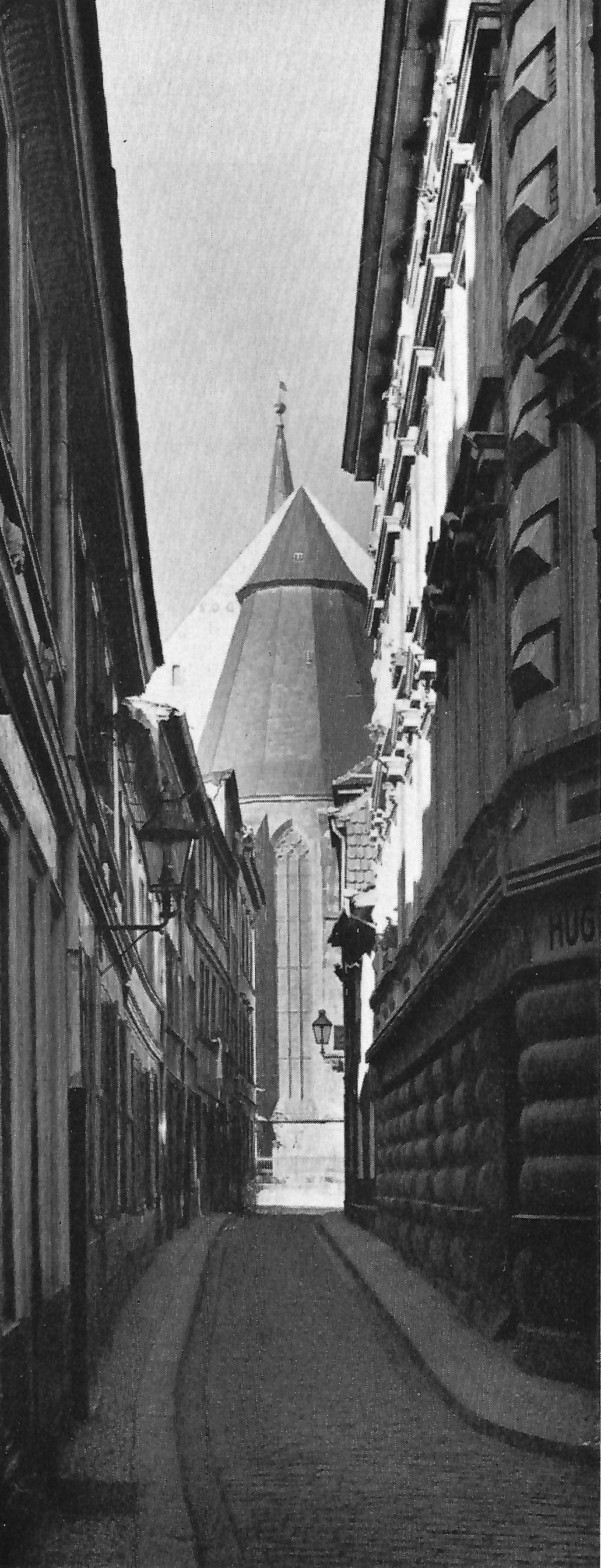
Kleine Storchstraße, Blick nach Westen zur Jakobikirche, vor 1936

Die Kleine Storchstraße war eine Straße in Magdeburg im heutigen Sachsen-Anhalt. Nach Zerstörungen im Zweiten Weltkrieg wurde die Straße aufgegeben und der Bereich durch ein neues Wohngebiet überbaut. Heute folgt jedoch der westliche Teil der Mühlenstraße in etwa dem ursprünglichen Verlauf der Kleinen Storchstraße.

## Lage und Verlauf
Die schmale Straße befand sich in der Magdeburger Altstadt. Sie führte von der Jakobstraße, beginnend gegenüber der Jakobikirche, nach Osten, bis sie auf die Große Storchstraße und Große Mühlenstraße einmündete.
Die Hausnummerierung verlief beginnend nahe am südwestlichen Ende mit der Nummer 1 auf der Südseite aufsteigend, bis zur Nummer 6. Die Nummer 6 war das Eckhaus zur Großen Mühlenstraße. Die Nummer 7 befand sich auf der Nordseite. Dort schlossen sich nach Westen die Hausnummern 8 und 9 an. Die weiteren Eckhäuser gehörten jeweils zu den angrenzenden Straßen.
Heute befindet sich in diesem Bereich in etwa das westliche Teilstück der Mühlenstraße.

## Geschichte
Bei der Zerstörung Magdeburgs im Jahr 1631 wurde auch die Kleine Storchstraße zerstört. Die Straße und ihre Umgebung blieb über lange Zeiträume wüst. Erst etwa 60 Jahre nach der Zerstörung fand zueist ein Wiederaufbau statt.
Ein erster belegter Name der Straße ist 1632 durch Otto von Guericke als Kleiner Brausewinkel überliefert. Der Name Brausewinkel bestand zumindest schon seit 1480 für den am östlichen Ende der Straße befindlichen Platz. Vermutlich bestand zuvor der Name Umlauf, der für das von Jakobstraße, Großer und Kleiner Storchstraße gebildete Dreieck galt. Urkundlich belegt ist er erstmals für das Jahr 1683 als Im Umlauf oder Brausewinkel. Da an anderer Stelle der Begriff Umlauf in Magdeburg bereits im Mittelalter vorkommt, wird jedoch auch für diese Stelle von einer deutlich älteren Herkunft ausgegangen. Um 1730 wurde der Name Umlauf zwar noch für die Große Storchstraße genannt, die Kleine Storchstraße wurde jedoch bereits als Storchgasse erwähnt. Der Name geht auf das Brauhaus Zum Storch bzw. Klapperstorch, das sich als Eckhaus zwischen den beiden Straßen an der Adresse Große Storchstraße 5 befand. Der Platz östlich der Straße hieß weiter Brausewinkel. Auch 1798 und 1803 hieß die Straße weiter Storchgasse. Danach verschwanden die Namen Umlauf und Brausewinkel. Erstmals 1807 wurde dann zwischen Großer und Kleiner Klapperstorchgasse unterschieden. 1817 fand sich dann die Schreibweise Kleine Storchstraße.
Während des Zweiten Weltkriegs wurde auch der Bereich der Kleinen Storchstraße zerstört. In der Zeit der DDR erfolgte ein Wiederaufbau der Innenstadt, der sich in weiten Teilen nicht an die historische Stadtstruktur hielt. Das Gebiet wurde dann durch ein neues Wohngebiet in Plattenbauweise neu bebaut. An der Stelle der Kleinen Storchstraße entstand der westliche Teil der Mühlenstraße.

## Historische Häuser der Kleinen Storchstraße
| Hausnummer | Name             | Bemerkungen | Gewerbliche Nutzung vor der Zerstörung | Bild |
| ---------- | ---------------- | --- | -------------------------------------- | ---- |
| 1          |                  | Im Jahr 1716 gehörte das Haus Johann Adam Graue (auch Grauert). Er verkaufte es 1726 an Louis Audebert (auch Otteber). |                                        |      |
| 2          |                  | 1716 verkaufte der Schiffer Andreas Flügel das Haus für 450 Taler an den Strumpfmacher Thomas Huguet, der bis 1721 Eigentümer blieb. |                                        |      |
| 3          |                  | 1693 verkaufte die Jakobigemeinde die Stätte an den Zimmermann Heinrich Braband. Er veräußerte dann 1697 das Haus für 110 Taler an den Buchdrucker Johann Röber. Nach ihm gehörte es Christian Bernd, 1716 dann der Witwe des Altflickers Mathias König. Sie verkaufte es 1718 für 285 Taler an ihren Sohn Johann Paul König und ihren Schwiegersohn Hans Georg Löwe. Die beide blieben bis 1723 Eigentümer. |                                        |      |
| 4          |                  | Für 18 Taler kauften die Schneider Johann Heinrich Bartels und Johann Ernst Lenke die Stätte im Jahr 1693 von der Jakobigemeinde. Bis 1695 errichtete die beiden dort ein Haus. 1718 war Simon Savoye Eigentümer. |                                        |      |
| 5          |                  | Im Jahr 1631 war Adam von der Günne als Eigentümer eingetragen. Es folgte später Hermann Stilke, dem auch das hinten angrenzende Haus Große Mühlenstraße 8 gehörte. |                                        |      |
| 6          | Der Brausewinkel | Ob der Name tatsächlich für das Gebäude als Hausname genutzt wurde, ist unklar. Als Name wurde Brausewinkel lediglich einmal erwähnt, gerade in dieser Nennung, fehlt jedoch der lange gebräuchliche Name Brausewinkel des Platzes vor dem Haus, so dass auch ein Fehler denkbar ist und eigentlich der Platz gemeint war. Als Eigentümer wird ohne Jahresangabe Hermann Stilke genannt, wobei für dieses Grundstück drei Häuser angegeben werden. Noch in den 1930er Jahren verfügte das Haus über drei Eingangstüren. |                                        |      |
| 7          |                  | Noch bis in die Zeit um das Jahr 1700 lag das Grundstück, wohl infolge der Zerstörung von 1631 wüst. 1712 gehörte es Nikolaus Heuwald, der das Haus im Jahr 1715 für 270 Taler an den Strumpfweber Peter Schmeißer veräußerte. |                                        |      |
| 8          |                  | Noch in der zeit um 1700 lag das Grundstück, vermutlich infolge der Zerstörungen von 1631 wüst. Das Haus gehörte dann zunächst Christian Berend, 1715 dann Joachim Rätebusch und nach ihm Wilhelm Freytag. |                                        |      |
| 9          |                  | Bis 1699 war das Grundstück, wohl infolge der Zerstörung von 1631, wüst. In diesem Jahr verkaufte der Brauer Martin Palme die Stätte an den Steinsetzer Heinrich Tielemann. 1712 verkaufte Tielemann das Haus für 201 Taler an den Strumpfweber Johann Gottfried Meves. Meves Witwe verkaufte es 255 Taler an Joachim Rätebusch. |                                        |      |